# 西林镇
西林镇是中华人民共和国黑龙江省伊春市金林区下辖的一个镇。
2016年，伊春市人民政府批准撤销西林、新兴和苔青街道办事处，下辖地区由西林区直辖。2019年6月，国务院同意调整伊春市部分行政区划，撤销西林区，设立金林区；同年，黑龙江省人民政府批准设立西林镇。

## 行政区划
西林镇下辖以下村级行政区划单位：
铁西社区、繁荣社区、河西社区、河东社区、钢城社区、三公里社区、松盛社区、强达社区、白林社区、苔青社区、东风村和灯塔村。